# 코라손 아키노
마리아 코라손 코후앙코 아키노(필리핀어: Maria Corazon Cojuangco Aquino, 1933년 1월 25일~2009년 8월 1일)는 필리핀의 제11대 대통령이며, 출생 당시의 이름은 마리아 코라손 수물롱 코후앙코였다. 필리핀에서는 일반적으로 코리 아키노로 불린다. 1985년 야당 단일 대통령 후보가 되었으며 1986년 페르디난드 마르코스를 꺾고 대통령에 당선되었다. 이에 필리핀 최초의 여성 대통령이 되었다. 오랫동안 야당 정치인으로 활동하였다.

## 생애
아키노는 1933년 루손섬에서 출생하였으며, 미국의 MS 빈센트 대학에서 수학과 프랑스어 학위를 받았다. 이어 마닐라 극동 대학에서 법률을 전공하였다. 남편인 베니그노 아키노 2세가 페르디난드 마르코스의 독재에 투쟁하다가 1983년 8월 21일 암살되었다. 3년 후인 1986년에 마르코스와 대통령 선거에서 대결하여 부정 선거를 이겨내고 국민들의 절대적 지지로 대통령이 되었다.
대통령으로 취임한 뒤 반체제 인사/반정부 인사들을 사면시키는가 하면 대통령의 임기를 6년 단임으로 제한시키는 정책을 펼쳤다. 그러나 의회를 완전히 장악하지 못하는가 하면 1987년에는 대통령궁이 폭격을 맞는 사건을 겪었다. 더욱이 경제 위기를 해결하는 것도 그 과제의 하나였다.
한편 퇴임 이후에는 정계와는 거리를 두지만, 에스트라다 대통령의 부패혐의가 드러나자 이에 반정부 시위에 참가하였으며, 부패혐의를 받은 아로요 대통령 반정부 시위에도 참가했다. 이후 결장암으로 치료받다가 2009년 8월 1일에 사망하였다.

## 역대 선거 결과
| 선거명      | 직책명        | 대수 | 정당             | 득표율 | 득표수      | 결과 | 당락 |
| ----------- | ------------- | ---- | ---------------- | ------ | ----------- | ---- | ---- |
| 1986년 선거 | 필리핀 대통령 | 11대 | 통합국민민주기구 | 46.10% | 9,291,716표 | 1위  |      |

## 같이 보기
- 베니그노 아키노 2세
- 베니그노 아키노 3세
- 페르디난트 마르코스